# Dipsas tenuissima
Dipsas tenuissima este o specie de șerpi din genul Dipsas, familia Colubridae, descrisă de Taylor 1954. Conform Catalogue of Life specia Dipsas tenuissima nu are subspecii cunoscute.